# Liste de jeux vidéo Beetlejuice
Pour les articles homonymes, voir Beetlejuice (homonymie).
Les jeux vidéo Beetlejuice forment une série de jeux vidéo s'inscrivant dans des genres divers. Ils sont basés sur le film Beetlejuice et ses adaptations.